# IC 2491
IC 2491 је лентикуларна галаксија у сазвјежђу Мали лав која се налази на листи објеката дубоког неба у Индекс каталогу.
Деклинација објекта је + 34° 43' 56" а ректасцензија 9h 35m 14,2s. Привидна величина (магнитуда) објекта IC 2491 износи 13,9 а фотографска магнитуда 14,9. IC 2491 је још познат и под ознакама UGC 5104, MCG 6-21-53, CGCG 181-62, NPM1G +34.0163, PGC 27254.